# Bathydraco scotiae
Bathydraco scotiae är en fiskart som beskrevs av Dollo, 1906. Bathydraco scotiae ingår i släktet Bathydraco och familjen Bathydraconidae. Inga underarter finns listade.